# Zosterop frontgroc
El zosterop frontgroc (Dasycrotapha speciosa) és un ocell de la família dels zosteròpids (Zosteropidae).

## Hàbitat i distribució
Habita boscos, clars i vegetació secundària de les terres baixes de l'illa de Negros, a les Filipines meridionals.